# 2 Crónicas 23
2 Crónicas 23 es el vigésimotercer capítulo del Segundo Libro de las Crónicas en el Antiguo Testamento de la  Biblia cristiana o de la segunda parte de los Libros de las Crónicas en la Biblia hebrea. El libro está compilado a partir de fuentes más antiguas por una persona o grupo desconocido, designado por los estudiosos modernos como «el Cronista», y su forma final se estableció a finales del siglo V o IV a. C. Este capítulo pertenece a la sección que se centra en el reino de Judá hasta su destrucción por los babilonios bajo Nabucodonosor y el comienzo de la restauración bajo Ciro el Grande de Persia (2 Crónicas 10 a 36). El tema central de este capítulo son los reinados de Atalía y Joás, gobernantes de Judá.

## Texto
Este capítulo fue escrito originalmente en el idioma hebreo y está dividido en 21 versículos.

### Testigos textuales
Algunos manuscritos antiguos que contienen el texto de este capítulo en hebreo bíblico son del Texto masorético, que incluye el Códice de Alepo (siglo X) y el Códice de Leningrado (1008).
También existe una traducción al griego koiné conocida como la Septuaginta, realizada en los últimos siglos a. C. Entre los manuscritos antiguos existentes de la versión de la Septuaginta se encuentran el Códice Vaticano (B; {\displaystyle \ ara{G}}B; siglo IV) y el Códice Alejandrino (A; {\displaystyle \ ara{G}}A; siglo V).